# 池長一美
池長 一美（いけなが かずみ、1961年8月12日- ）は、日本のジャズ・ドラマー、作曲家、編曲家。
日本、アメリカ、欧州のジャズ・ミュージシャンとのセッションやライブを通じ、世界的に活動。
洗足学園音楽大学教員（2002年〜）。

## 略歴
12歳のとき独学でピアノ、ドラムスを始める。
1986年に上京後、鈴木勲、金井英人他のグループで活動。 
1989年、内田奨学金を得てバークリー音楽大学入学の為渡米。ジョー・ハント（元スタン・ゲッツ、ビル・エヴァンスのドラマー）に師事。
1991年、アメリカ合衆国政府より滞在芸術家としてアイオワ州ルーサー・カレッジのジャズ科講師に迎えられ、米国各地で演奏活動を行う。
1992年、バークリー音楽大学よりモースト・インプルーヴド・パフォーマー賞受賞。ストックホルム・ジャズ・アンド・ブルース・フェスティバル、トゥルク・ジャズ・フェスティバル（フィンランド）出演。
1998年、ヴェネチア・ジャズ・フェスティバル、ポルトグアロ・ジャズ・フェスティバル（イタリア）出演。
2001年、マカオ・ジャズ・フェスティバル（マカオ）出演。
2015年、コペンハーゲン・ジャズ・フェスティバル（デンマーク）出演。
2016年、オーフス・ジャズ・フェスティバル（デンマーク）出演。
主な共演者にジョージ・ガゾーン、クリス・チーク、カート・ローゼンウィンケル、ジョシュア・レッドマン、マット・ギャリソン、マイク・ノック、マーク・ターナー、ジュリア・フォーダム、クリスチャン・ヴースト、ヤコブ・ディネセン、マグナス・ヨルトなど。
現在、国内では中牟礼貞則、山口真文、石井彰、青柳誠、太田剣、ハクエイ・キム他様々なジャズ・アーティストとセッションを重ねる傍ら、土佐琵琶の黒田月水と立ち上げたデュオプロジェクト鏡花水月、APJ、トライフレームなどジャズフィールド以外のレコーディングにも多数参加している。
近年は自己のオリジナル曲などを核としてカルテット、トリオなど様々なフォーマットで国内各所で精力的に活動中。

## ディスコグラフィー
1. Sofie Duner Orchestra『Orange』（1994年）
2. 野間瞳『Hitomi Sings Emily』（1996年）
3. 青柳誠『Triframe』（1998年）
4. Chunk『Chunk』（1998年）
5. State of the Art（2000年）
6. Kazumi Ikenaga trio with Bert Seager『Portrait in Ine』（2000年）
7. Kazumi Ikenaga Trio『Now and Then』（2001年）
8. KJB『Openings』（2002年）
9. APJ　難波弘之、水野正敏『Labyrinthos』（2002年）
10. 高田ひろ子『elma』（2003年）
11. 鈴木”ポンちゃん”康充『Love and Respect』（2003年）
12. 青柳誠『Absurdity』（2004年）
13. 水野正敏『電気 Standard jazz 2』（2005年）
14. KJB『A Closer Look』（2006年）
15. APJ　難波弘之、水野正敏『e』（2006年）
16. KJB『Near and Far』（2008年）
17. 藤井美智『Will』（2008年）
18. 藤田恵美「ココロの食卓 〜おかえり愛しき詩たち〜」（2008年）
19. Magnus Hjorth Trio『someday』（2009年）
20. 鈴木”ポンちゃん”康充『Live at Something』（2009年）
21. Magnus Hjorth/Petter Eldh/Kazumi Ikenaga『Plastic Moon』（2010年）
22. 西山瞳トリオ『Music in you』 （2011年）
23. Bert Seager Trio『Open Book』 （2012年）
24. 玲里『Never let me go』 （2012年）
25. 日吉直行トリオ『Into the air』 （2013年）
26. 西山瞳トリオ『Sympathy』（2013年）
27. 伊藤ゴロー『Pustludium』（2013年）
28. OTO LOVE（2013年）
29. APJ　難波弘之、水野正敏『The Tangle of Streamlined』（2014年）
30. Hakon Storm『Volta Trio』（2016年）
31. Kazumi Ikenaga & Pauseland （2017年）
32. 鏡花水月（土佐琵琶：黒田月水）『improvisation』 DVD（2018年）
33. The Third Tribe『Nearly Dusk』（2018年）
34. NordNote（2020年）